# Periplaneta lebedinskii
Periplaneta lebedinskii es una especie de cucaracha, un insecto blatodeo de la familia Blattidae.

## Taxonomía
Fue descrito por primera vez en 1903 por Adelung. 